# Cornufer acrochordus
Cornufer acrochordus es una especie  de anfibios de la familia Ceratobatrachidae.

## Distribución geográfica
Es endémica del archipiélago de las islas Salomón (Papúa Nueva Guinea y las Islas Salomón).  

## Estado de conservación
Se encuentra amenazada de extinción por la pérdida de su hábitat natural.